# سیارک ۸۵۳۰
سیارک ۸۵۳۰ (به انگلیسی: 8530 Korbokkur، نامگذاری:1992UK5) هشت هزار و پانصد و سیمین سیارک کشف شده‌است که در ۲۵ اکتبر ۱۹۹۲ کشف شد.
قدر مطلق سیارک برابر ۱۳٫۵۰ است.